# فايز الفقيه
فايز علي الفقيه (28 أبريل 1940 - 13 مايو 1987) صحفي وأستاذ جامعي وكاتب وسياسي لبناني. ولد في عاليه وحصل على إجازة في علم الاجتماع من جامعة عين شمس بالقاهرة وأعجب بالرئيس المصري جمال عبد الناصر مما كان له أثر في شخصيته. عاد إلى لبنان وانتسب إلى الحزب التقدمي الاشتراكي واختير عضواً في مجلس قيادته. كان عضو إتّحاد الكتّاب اللبنانيّين وله عدّة مؤلّفات.

## سيرته
ولد فايز بن علي الفقيه في 28 أبريل/ نيسان 1940 في عاليه وتلقى علومه في الداودية، فالراعي الصالح، فثانوية عاليه، فالجامعة الوطنية ثم نال الإجازة في علم الاجتماع في جامعة عين شمس في القاهرة سنة 1964، ثم إجازه في الاجتماع الحضري سنة 1966. وفي إثناء وجوده في مصر استشاره الإعجاب بالرئيس جمال عبد الناصر، فذهب إليه، ودخل في مؤسسة ناصر الفكرية، ثم شارك بعدئذٍ في ندوتها سنة 1978، «هذا الإعجاب بالرئيس عبد الناصر كان له أثر عميق في تكوين شخصية فايز التي بلورتها بعدئذٍ رفقته الطويلة لكمال جنبلاط.» 

ولما عاد إلى لبنان بدأ حياته العلمية بالتعليم في مدرسة الصراط، ثم في الجامعة الوطنية في عاليه، ثم في الجامعة العربية في بيروت، وكان قد انتسب إلى الحزب التقدمي الاشتراكي سنة 1955، وتسلم فيها تبعات جريدة الأنباء والكتابة فيهاً عدة سنوات وكانت له خبرة واسعة في الصحافة، والأخبار والإعلام فكتب في المحرر والأنوار والراية والنداء والأخبار والبلاغ والطريق والقومي العربي وفلسطين الثورة والصيّاد وتشرين السورية وغيرها.

كان عضو مجلس قيادة الحزب في ثلاث دورات، ومثّل الحزب في منظمة الكومسومول للشباب السوفياتي سنة 1967، ورافق كمال جنبلاط إلى طشقند، عاصمة جمهورية أوزبكستان السوفيتية سنة 1972، وألقى كلمة في فولغوغراد نشرتها البرافدا السوفياتية، وافتتح بتكليف خاص من كمال جنبلاط أول مؤتمر لتأسيس الجبهة العربية المشاركة للثورة الفلسطينية، وتولّى فيه التوجيه الإعلامي، ثم كلفه وليد جنبلاط الإعلام الحزبي في دمشق والكتابة في جريدة تشرين السورية في أثناء حرب الجبل.

أسهم فايز الفقيه في تنظيم الحركة الكشفية في الحزب بتوجيه من كمال جنبلاط، وشارك في معظم النشاطات العلمية والنظرية كالمحاضرات والندوات واللقاءات والمهرجانات والمؤتمرات والمظاهرات والتحركات الشعبية.

كان عضواً في اتحاد الكتاب اللبنانيين منذ سنة 1972 وله مؤلفات مطبوعة.

## مؤلفاته
له مؤلفات مطبوعة:
- نضالنا التقدمي الاشتراكي
- علم الاجتماع الحضري
- حول الفكر والنضال الاشتراكي
- ثورة 23 تموز وعبد الناصر[1]
- مع كمال جنبلاط

## وفاته
توفي في 13 مايو/ أيار 1987 وجرى له مأتم حافل ودفن في مسقط رأسه عاليه.

## حياته الشخصية
أولاده: جمانة ومكرم ولمياء.